# Nat Indrapana
Nat Indrapana (né le 6 mars 1938 à Bangkok et mort le 6 août 2018 dans la même ville,) est un dirigeant sportif thaïlandais membre du Comité international olympique depuis 1990.